# Radio Monumental 1080 AM
Radio Monumental es una emisora de radio generalista en AM, integrante del Grupo Multimedios Vierci, que cuenta con 4 canales de televisión por aire Telefuturo, Noticias PY Latele y Estación 40 TV, dos diarios, Última Hora (Paraguay) y Extra, Paraguay.com; web site de noticias, una estación hermana Radio Chaco Boreal 1330 AM y tres FM Estación 40, Radio Urbana y Radio Palma 106.5 FM, diseminadas en Asunción, Ciudad del Este, Colonia Independencia y Pedro Juan Caballero. 
Inicia sus transmisiones desde el 1 de noviembre de 2010: y propone un nuevo formato radial en el mercado, ofreciendo un estilo fresco, único y original. Monumental es Opinión con compromiso. Un análisis diario liderado por destacados referentes del periodismo nacional, acompañados por una mesa de opiniones especializadas.:

## Presentadores
Los conductores son de gran trayectoria en los medios de comunicación de Paraguay
- Estela Ruiz Díaz
- Luis Bareiro Mersán
- Santiago González
- Enrique Dávalos
- Gabriela Sosa
- Arturo Máximo Rubin
- Jorge Sosa
- Oscar Acosta
- Menchi Barriocanal
- Diego Rubín
- Ricardo Mendoza
- Jorge Cazal
- Juan Marcelo Cuenca
- Gunter Krone
- Edward Ibarra
- Francisco Ortiz
- Héctor Riveros
- Arturo Villasanti